# Novodrúzhesk
Novodrúzhesk (en ucraniano: Новодру́жеськ; en ruso: Новодружеск) es un asentamiento urbano ucraniano perteneciente al óblast de Lugansk. Situada en el noreste del país, forma parte del municipio de Lisichansk.
La ciudad se encuentra ocupada por Rusia desde julio de 2022, siendo administrada como parte de la de facto República Popular de Lugansk.

## Geografía
Novodrúzhesk se encuentra en la orilla derecha del río Donets, situada a 7 kilómetros de Rubizhne y 84 kilómetros al noroeste de Lugansk.

## Historia
La ciudad de Novodrúzhesk fue fundada en 1935 en relación con la construcción de la mina Novodrúzheska con una capacidad de diseño de 1,5 mil toneladas de carbón por día. Los primeros constructores de minas vivían en tres barracones de madera, así como en los pueblos de los alrededores, y en mayo de 1936 se completaron los primeros seis edificios residenciales de dos pisos. En diciembre de 1939, la mina Novodrúzheska entró en funcionamiento y para junio de 1941, la producción diaria promedio de carbón alcanzó las 545 toneladas. El carbón de esta mina y de la mina Tomasz se entregó a la planta química Russko-Kraska de Rubizhne mediante un teleférico. El 28 de octubre de 1938 recibió el estatus de asentamiento de tipo urbano.
El 10 de julio de 1942, durante la operación Barbarroja alemana de la Segunda Guerra Mundial, unidades del Ejército Rojo abandonaron temporalmente Novodrúzhesk. Durante la ocupación, las tropas alemanas mataron a 126 residentes y 130 personas fueron deportadas a Alemania. El 6 de febrero de 1943, soldados del Ejército Rojo liberaron el pueblo temporalmente, recuperándola de forma definitiva el 2 de septiembre de 1943, en su avance desde la cabeza de puente de Privillya.
La restauración de la mina Novodrúzheska comenzó en febrero de 1945 y finalizó en diciembre de 1949. Al año siguiente, la producción media diaria de carbón ascendió a 650 toneladas, es decir, se superó el nivel anterior a la guerra. En 1952, comenzó la construcción de otra mina: la mina Tomashevska-Pivdenna. El asentamiento urbano pertenece administrativamente al distrito urbano de la ciudad vecina de Lisichansk desde la década de 1960 y tiene estatus de ciudad desde 1963.
En la década de 1990, la ciudad experimentó una recesión económica, cerró la planta de producción de explosivos y comenzó la salida de la población.
Al comienzo de la guerra del Dombás, la ciudad fue controlada por la República Popular de Lugansk; pero el 22 de julio de 2014, tras intensos combates, fue tomada por la guardia nacional ucraniana.
Durante la invasión rusa de Ucrania de 2022, la ciudad fue escenario de importantes combates durante la batalla de Lisichansk, que terminó con la captura de los ciudad por los rusos el 3 de julio.

## Demografía
La evolución de la población entre 1939 y 2021 fue la siguiente:
| 4704                                                          | 11 511 | 12 588 | 11 658 | 11 167 | 9025 | 8525 | 7 968 | 7 816 | 7660 | 7342 | 7049 | 6806 |
| (Fuente: Cities & Towns of Ukraine y UKRAINE: Größere Städte) |        |        |        |        |      |      |       |       |      |      |      |      |

Según el censo de 2001, la mayoría de la población tiene como lengua materna el ruso (55,4%), seguidos por los hablantes de ucraniano (40,9%).

## Economía
La principal actividad económica de la ciudad es la extracción de carbón realizada en la mina Novodrúzheska.

## Galería

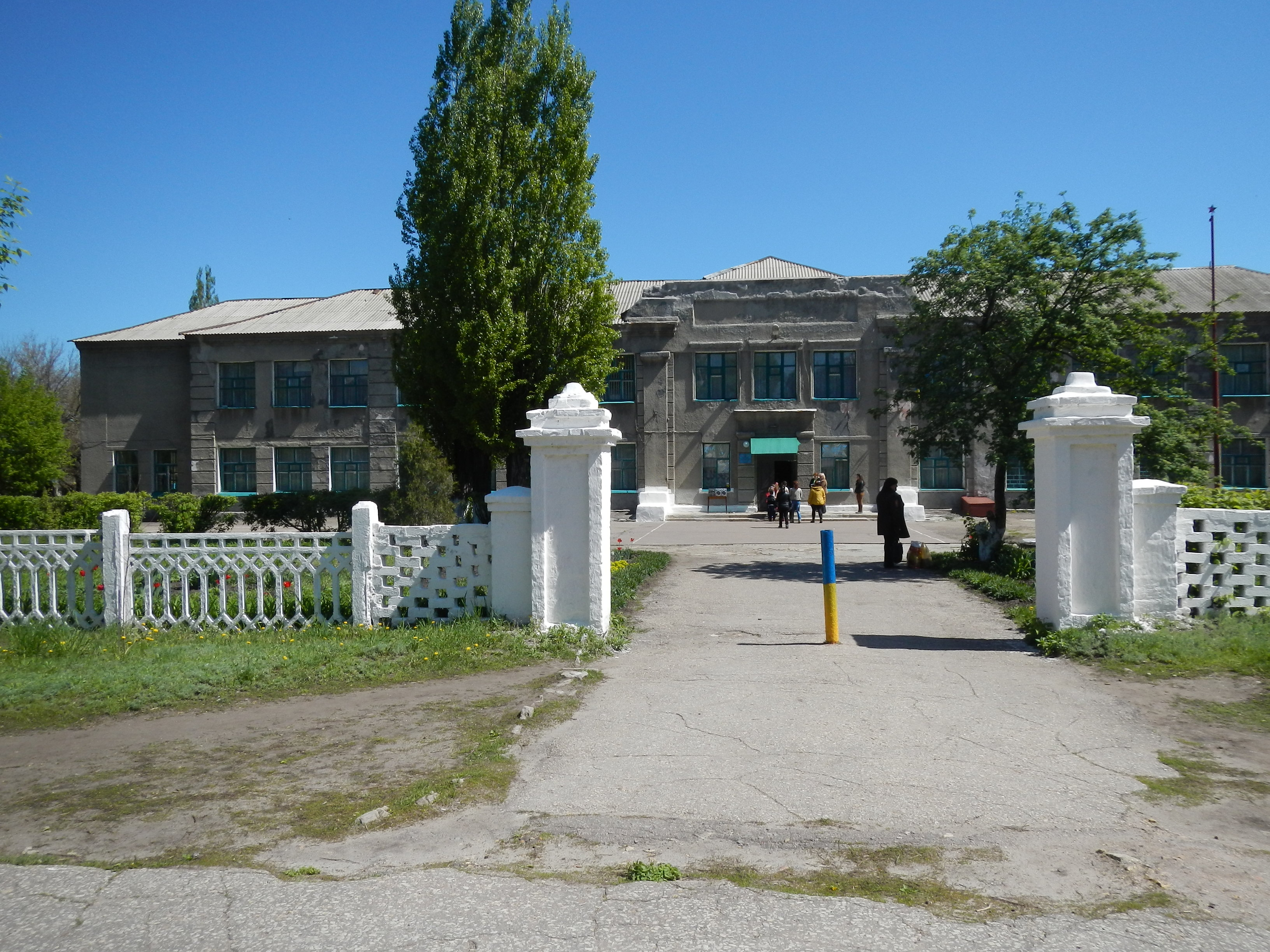
Colegio local
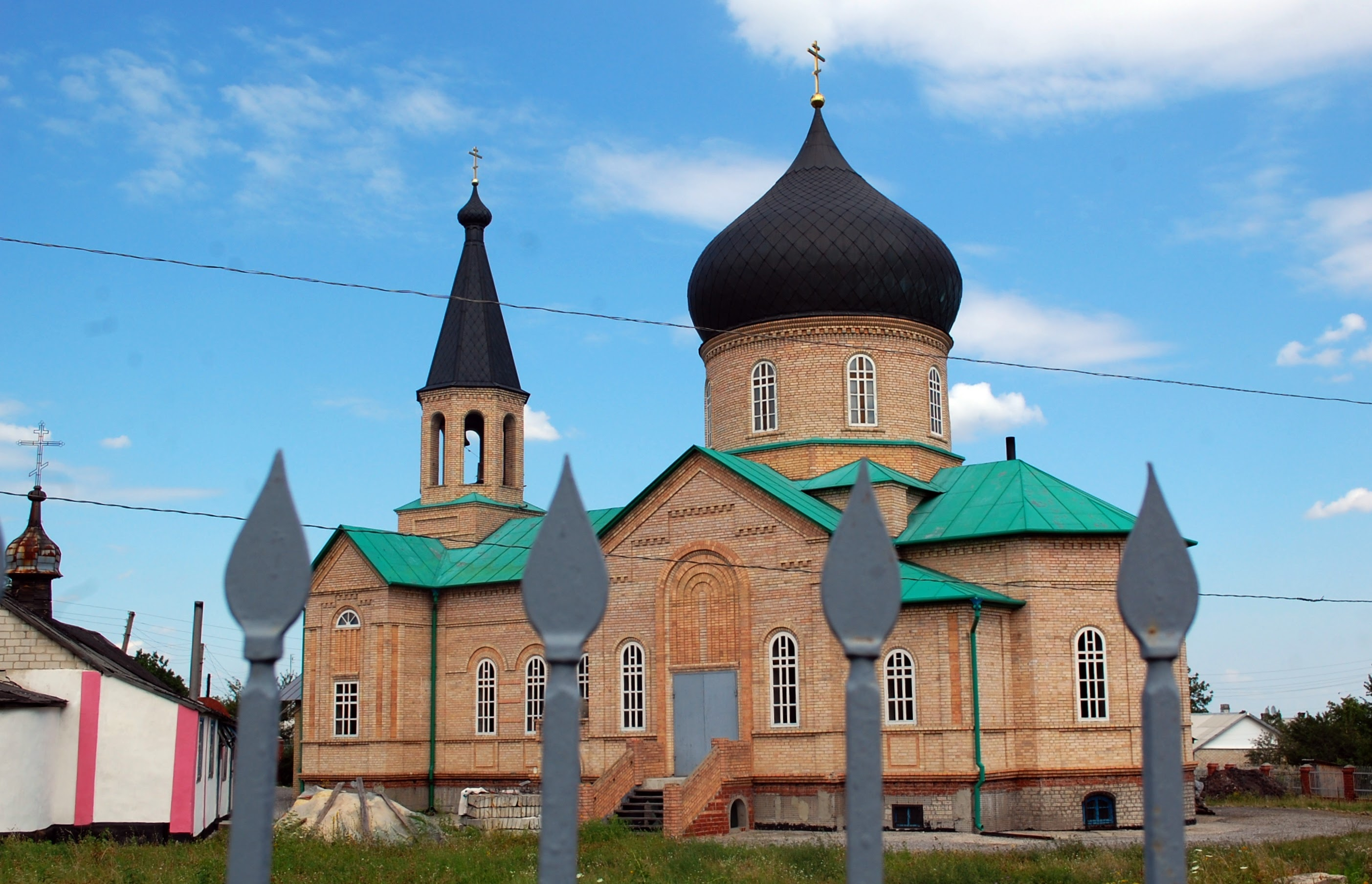
Iglesia de Novodrúzhesk
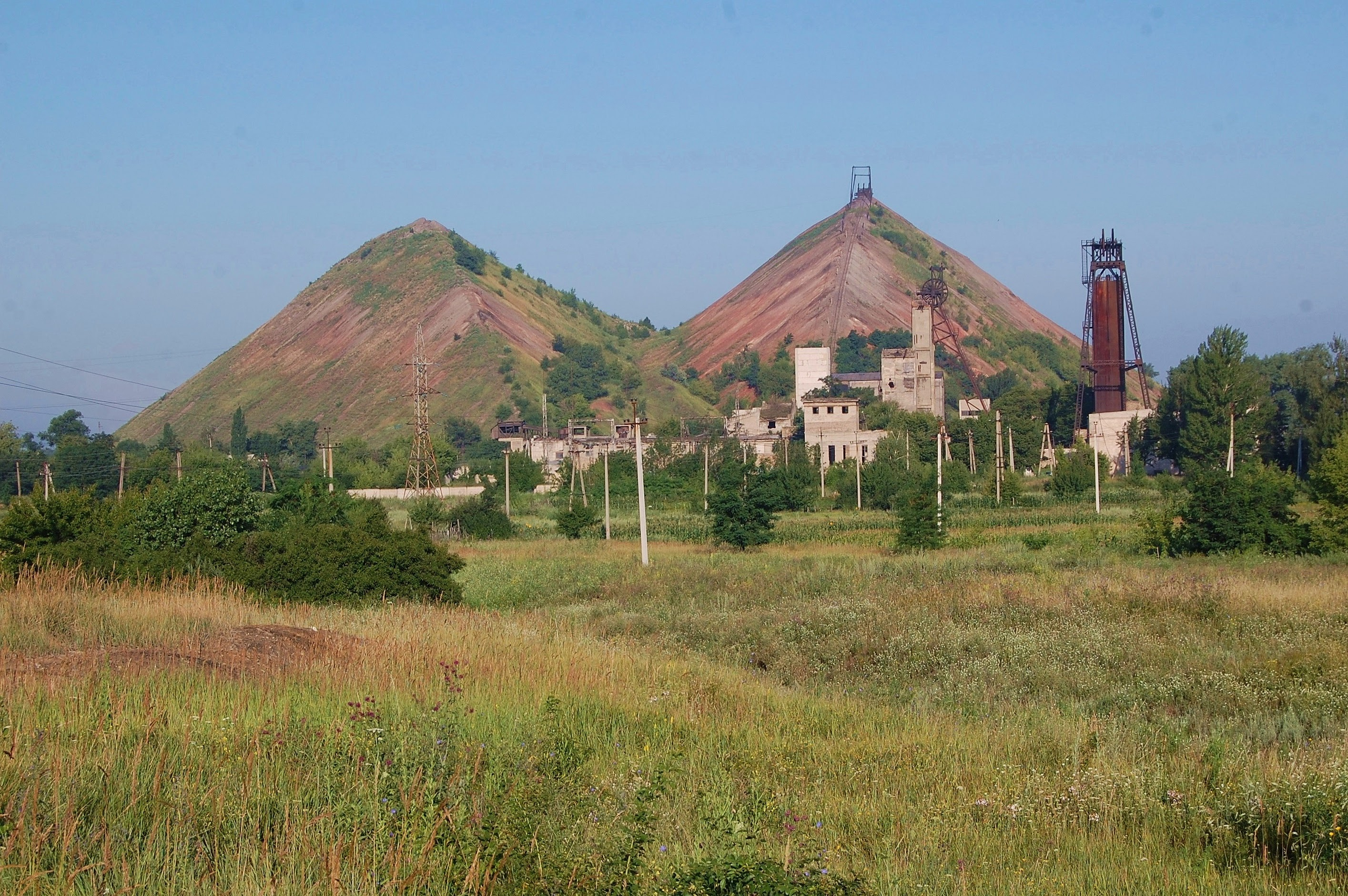
Mina de carbón Novodrúzheska
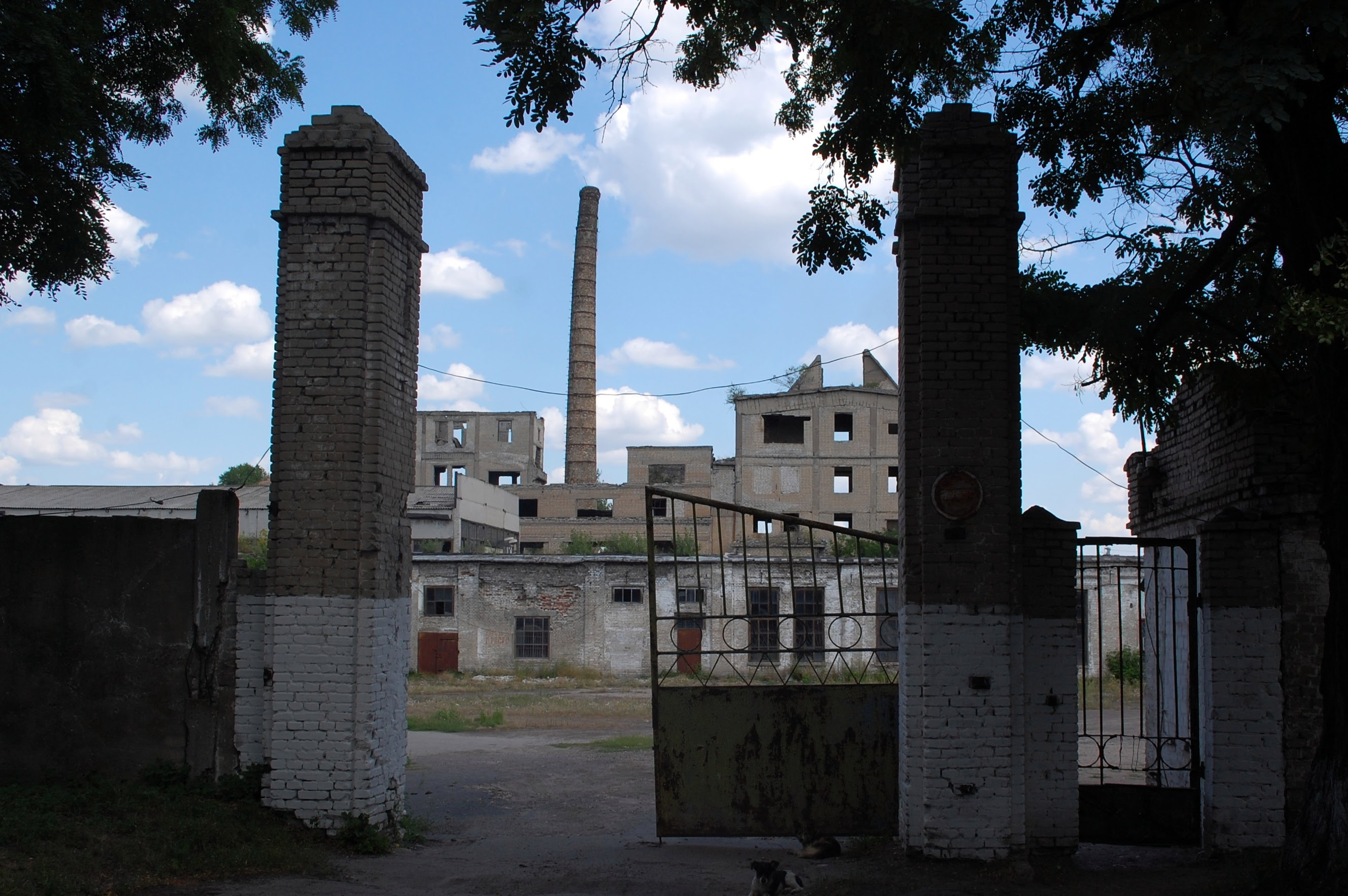
Fábrica abandonada